# 祝!九州
『祝!九州』（しゅく!きゅうしゅう）は九州旅客鉄道（JR九州）が2011年3月12日の九州新幹線鹿児島ルート全線開通に向けて企画実施した大規模イベント『祝!九州縦断ウエーブ』（しゅく!きゅうしゅうじゅうだんウエーブ）を元に作成されたCMのキャッチコピーおよび通称。
CM企画当初はイベントの名称として『祝!九州縦断ウエーブ』を用いていたが、後にこの名称を用いることはなくなり、現在は単に『九州縦断イベント』としている。

## 概要

### 企画
JR九州では、九州新幹線鹿児島ルートの全線開業に当たり、「（九州の）みなさん全員がずっと待ち望んでいた新幹線だから、その全線開業は九州のみなさんとお祝いしたい」とのコンセプトの元、九州新幹線開業のスペシャルイベントの企画を行った。様々な企画が立案された中、最終的に「全線開業前にカメラを搭載した試運転列車を鹿児島中央駅から博多駅まで走らせ、沿道に集まった人々を撮影して一つのCMにする」という企画が実行されることになった。
なお、当時JR九州の社長を務めていた唐池恒二はこのCMを制作するにあたり「私の頭の中にはインドを舞台にした映画『スラムドッグ＄ミリオネア』のにぎやかなダンスシーンがあった」と回想している。

#### 事前告知
2011年2月20日、全線開業前の試運転中、CM撮影用のカメラを搭載した鹿児島中央駅発博多駅行きの特別列車を走らせて沿線を撮影することが、テレビCM、新聞、Web、駅貼りポスターなどで告知される。
鹿児島中央駅・熊本駅・博多駅など九州新幹線停車駅12駅をはじめとする、JR九州が公式に指定した14箇所 については事前に定員を定めて参加者の募集が行われた。募集人員は1万人を目処としていたが、募集を開始した1月9日には一部の会場で応募が殺到、翌日には博多駅・熊本駅などの会場で早くも定員に達するほどの人気振りであった。
なお、告示時点では『祝!九州縦断ウエーブ』のイベント呼称のとおり、「新幹線の通過に合わせて、鹿児島から博多まで皆のウェーブでつなぐ」と呼びかけられていた が、実際にはウェーブだけではなく、新幹線に向かって様々なパフォーマンスをしようというイベントであった。

### 撮影

#### 使用車両
撮影当日の2月20日、撮影列車に用意されたのは、この日限定で1・6・7・8号車に7色のラッピングを施したN700系8000番台R10編成であった。なお、この7色は沿線以外も含めた九州本土の7県（福岡県・佐賀県・長崎県・大分県・熊本県・宮崎県・鹿児島県）を表しているという。
当日、この車両を運転した運転士の徳丸晋作は事前のイベント告知テレビCMにも数秒出演しており、当日の車両基地にて車両に乗り込む姿や、博多駅で降車し、イベント参加者に取り囲まれるシーンが放送されている。後日、朝日新聞のインタビューで「予想外の光景にうるうる来た」「手を振って頂いてありがとうございますという気持ちで、本来、走行中にはあんなに鳴らさない警笛を、何度も鳴らした」と話している。
この車両デザインを施したプラレールが、「ぼくもだいすき！臨時列車シリーズ N700系R編成レインボーラッピング」の名前で販売されていた。

#### 運行スケジュール
撮影列車は鹿児島中央駅を10時55分に出発、熊本駅で1時間停車（12時08分着、13時08分発）して、博多駅に14時12分到着という、本来よりもかなり遅い80km/h、駅構内は40km/hの速度で走行、沿道の人々が手を振る様子を撮影予定であった。しかし、80 km/hでは沿線に立つ人々がうまく撮影出来ない場合もあり、少し速度を落とす事を決断。この遅れを取り戻すため、トンネル内などの撮影に無関係な場所で速度アップし、大きな時間の遅れは免れる。

#### 撮影機材
走行中は進行方向左側（新幹線の西側）に据えられたCM撮影用の6台のビデオカメラとスチールカメラの他、沿線は約50台ものカメラを用意。なおスチールカメラの撮影画像は、picasaウェブアルバムサイトにて、数千枚の画像が公開された。

#### 参加状況
沿線にある学校や企業、少年野球チームなどいろいろな団体に事前に声をかけ、中には「忙しいから無理」と断られた会社の人たちも手を振ってくれ、指定エリア以外でも予想をはるかに超える人出が沿線に押し寄せて撮影に参加。最終的には1万人とも、2万人とも言われる人々が参加したという。なお、事前申し込みした参加者には記念品として7色のタオルマフラーが配られた。
撮影に多くの市民が参加したことについて、撮影を行った新幹線内のスタッフや、社長の唐池も感動で涙が止まらなかったという。

#### パフォーマンス
撮影に当たっては沿線で下記や他、様々なパフォーマンスが行われた。目立つパフォーマンスのほとんどは、制作側が事前に企画して手配・発注した物もあるが、有志による参加もあった。
- 鹿児島中央駅…神村学園吹奏楽部による演奏＆カラーガード[9]
- 川内駅…プラットホーム上でエアロビクス
- 川内プール（鹿児島県薩摩川内市原田町10-18）…水面に風船を浮かべたり、真冬に水着姿の人も立つ。
- 新八代駅前・がめさん公園…ピンク色のポンポンを一斉に振る。かめきち、松崎ひろゆきが司会で参加。参加事前申し込み会場では、一番多い人数の会場である。
- 熊本駅…ジャンベ演奏。くまモン、サンバチーム「ジンガ・ブラジル」によるサンバの踊り。
- 熊本市文徳学園グラウンド…七つの色のプラカードを大量に掲げたマスゲーム。熊本県のイメージキャラクターであるくまモンがJ2（2011年当時）・ロアッソ熊本のサポーターと共にサポーターフラッグを掲げる[10]
- 菊池川河川敷…熊本トランポリンクラブによるトランポリン
- 筑後広域公園(筑後船小屋駅前)…めんたいワイド(福岡放送)のゆめんた、今日感テレビ(RKB毎日放送)のももピッがロケーション撮影。事前参加申込み無しで参加可能な公式撮影ポイント。
- 久留米駅前…マンション「MJR久留米ステーションレジデンス」に取付られた七色の大型横断幕
- 新鳥栖駅近く安良川河川敷…J2（2011年当時）・サガン鳥栖のビッグフラッグの掲出[8]。
- 福岡市立宮竹中学校（福岡市南区）…大量のジェット風船打ち上げ。宮竹中学校吹奏楽部の演奏。
- 弥永公園（福岡市南区弥永4-18）…九州プロレスによる特設リング
- 博多駅…JR九州吹奏楽団による演奏

#### 地元局での放送
撮影当日の模様を九州の多数のローカル局が取材し、現場の裏側を夕方のニュースワイド番組などで紹介。当日、3機のヘリコプターが空撮するなど、大規模な取材であった。中には参加企画として、番組の出演者が実際沿線に立ち、局のゆるキャラの着ぐるみと共にカメラに向かい、映ったかどうかを楽しむ番組もあった。参加番組は下記。
- 米岡誠一 よろず屋サンデー（RKBラジオ）…新大牟田駅で参加。ピンチーズの中村美由紀と吉留樹里、小山正代スナッピー (ラジオカー)
- げっきん!かごしま（鹿児島テレビ放送）…ぽよ(鹿児島テレビのマスコットキャラクター）＆みえかおり（当時・鹿児島テレビ所属タレント）が出水で参加[11]。
- てゲてゲ(南日本放送)…野口たくおが川内プールで参加。2011年4月28日放送。
- めんたいワイド（福岡放送）
- 今日感テレビ（RKB毎日放送）

「めんたいワイド」と「今日感テレビ」の参加撮影地点は、同じ矢部川河川敷であったため、競合する2局のマスコットキャラクターである「ゆめんた」と「ももピッ!」の着ぐるみが、同時に撮影されるというハプニングもあった。

### CM
当日撮影された映像はCM用に編集され、15秒バージョン5本と30秒バージョン7本、他に公式会場の様子ごとに編集した各駅バージョン14本と、『総集編』が製作された。『総集編』は30秒・60秒の他、120秒バージョンと、CMとしては極めて異例の180秒ロングバージョンも作成された（180秒ロングバージョンには『総集編』の他に、再編集した『特別編』がある）。
テレビCMの放送は九州地区限定ではあるが、JR九州のCMライブラリページ 及びYouTubeの公式チャンネル では特別編を含むほぼ全てのバージョンが公開されており、他地域でも視聴が可能であった（現在はどちらも公開終了）。
CMは3月4日より順次放映が行われたが、全線開通前日（3月11日）に発生した東北地方太平洋沖地震（東日本大震災）に伴い、ロングバージョンの放映は3月10日にJNN九州ブロックネットで放送された特別番組内を除いて一旦取りやめになった。しかし、公式サイトでのYouTubeを用いた動画配信は継続され、これが後に大きな反響を呼ぶことになる（後述）。

## スタッフ
- クリエイティブ・ディレクター - 古川裕也[14]
- プランナー - 正親篤、東畑幸多、有元沙矢香[14]
- コピーライター - 磯島拓矢、上田浩和[14]
- アートディレクター - 正親篤、間野麗[14]
- キャンペーンプランナー - 樋口景一[14]
- ウェブプランナー - 清野信哉、関本みよ[14]
- イベントプランナー - 三浦僚[14]
- クリエイティブ・プロデューサー - 池内光、設樂麻里子[14]
- プロデューサー - 野上信子、田中洋平、白石統人[14]
- プロダクション・マネージャー - 川上理、疋田仁志、津山葉子、金山典彦[14]
- ディレクター - 田中嗣久[14]
- カメラマン - 古賀康隆、小池幸司、小島卓、伊東竜平[14]
- エディター - 向克明、森永哲弘[14]
- ミキサー - 松本知久[14]
- VE - 百代典由
- 音楽 - マイア・ヒラサワ「Boom!」
- 音楽プロデューサー - 山田勝也、秦陽子[14]
- ナレーション - 西田優史（パインズ[15]）
- 広告会社 - （株）電通、（株）電通九州[16]
- 制作会社 - （株）エンジンフイルム、（株）ティーアンドイー[16]
- 音楽制作会社 - （株）愛印[16]

## 反響
CMの放送は中止されたが、YouTubeや第三者によってニコニコ動画に転載されたロングバージョンのCMが地震による被災者を勇気付けているとネット上で反響を呼び、全国で放送要望の声が上がった。その声もあって、2011年4月22日には日本テレビ系の情報番組『スッキリ!!』でロングバージョン（総集編）がCMのメイキング映像や、マイア・ヒラサワへのインタビュー映像とともにノーカットで初めて全国放送され 、翌4月23日からは九州地区でCM放映が再開されている ほか、5月18日発売のミニアルバム「Boom!」発売元のビクターエンタテインメントがCMを同曲のフルサイズ（3分27秒）に再構成したミュージックビデオを作成（監督は同CMも手がけた田中嗣久）して公開した。

### YouTubeの再生回数
YouTubeにアップロードされた「特別編 180秒」の動画は、複数の関係者による重複掲載分も含めた日本国内での合計再生回数は2011年12月時点で350万回を超えた。これは、2011年にアップロードされたYouTubeの動画のうち、音楽、震災関連動画を除く再生回数総合ランキング1位であるという。

### 東北での派生イベント
このCM動画を観て触発された秋田市在住の公務員や、仙台市の市民ボランティアのTwitterでの呼びかけにより、東日本大震災で長期運休となった東北新幹線・秋田新幹線が全線で運転再開する2011年4月29日に、東京駅からの下り一番列車となる「はやて・こまち115号（新青森・秋田行）」を沿線で手を振って迎えようというプロジェクトが企画され、当日は沿線で多くの人が「はやて・こまち115号」に向かって手を振る様子が見られたという。こちらもYouTubeやニコニコ動画にアップロードされた。

## DVD
CM全バージョン及び特典として車窓からの映像を収録したDVDが製作されている。期間数量限定、定価1000円(税込)で発売されたが、反響が大きく複数回の追加販売が行なわれ（内容は各回販売とも同じ）、DVDの売り上げの一部200円は東日本大震災の義援金として寄付された。DVD購入者は九州内よりも関東圏からの申し込みが多かったという。
1. 2011年5月25日[28] - 「祝! 九州」公式サイトでの通信販売。8月31日までの販売予定を前倒しして6月末で完売[29]、車内販売分も在庫分を以て終了。その後および九州新幹線の停車駅及び車内でも販売されたが、終了。計20,000枚[30] を販売。
2. 2011年8月20日 - 2,000限定で追加販売[30][31]。同日から九州内の7駅で開催したイベント「つなげよう日本！東北復興支援フェア　東北応援エクスプレス」会場と、ネット通販で販売。8月22日に開始したネット通販分は即日完売[32]。
3. 2011年9月19日 - 5,000枚限定で追加販売。これが最終販売となる予定[33]。12月16日までに完売[34]。

## 写真集
全区間開業1周年となる2012年3月12日、HOMETOWN EXPRESS 「祝!九州」写真集が発売。
- A4サイズ・208ページ・ハードカバー・2,800円＋税
- HOMETOWN EXPRESS製作委員
- ISBN 978-4-86385-072-9

## 受賞
本CMおよびCMの企画が以下の賞を受賞している。
- 第50回福岡広告協会賞 大賞[16]（『総集編』）
- 第48回ギャラクシー賞 CM部門 優秀賞（『特別編』）
- カンヌライオンズ 国際クリエイティビティ・フェスティバル2011[27][35]
  - フィルム部門・銅賞
  - アウトドア部門・金賞（250kmをウェーブでつなぐという広告企画に対して）
  - メディア部門・銀賞（同上）
- スパイクス アジア広告祭2011 メディア部門・プロモ＆アクティベーション部門金賞[36]
- ロンドン国際広告賞 銀賞（250kmをウェーブでつなぐという広告企画に対して）
- 全日本シーエム放送連盟 第51回ACC CMフェスティバル テレビCM部門 総務大臣賞/ACCグランプリ[37]（『総集編』）
- 日本アドバタイザーズ協会 第51回消費者のためになった広告コンクール テレビ広告部門15秒以上 銅賞[38]（『総集編』）